# DSB MO
Die Fahrzeuge der Baureihe DSB MO waren Dieseltriebwagen, die von den dänischen Maschinenfabriken Burmeister & Wain (B&W) in Kopenhagen und Frichs in Aarhus in mehreren Serien für Danske Statsbaner (DSB) gebaut wurden.

## Geschichte
1935 wurde die Baureihe MO als stärkere Version der 1933 von Frichs gebauten Reihe MP von DSB in Auftrag gegeben. Die ersten beiden Züge baute B&W, wobei die Wagenkästen von Scandia A/S in Randers und die elektrische Ausrüstung von Titan in Odense zugeliefert wurden. Alle weiteren Züge entstanden bei Frichs und Scandia.
Die zeitgleiche Entwicklung der Lyntog-Schnelltriebzüge MS veranlassten B&W als Dänemarks größten Maschinenbauer, eine Beteiligung an den Motorlieferungen zu fordern. DSB akzeptierte auf Grund eines gewissen politischen Druckes die Motorisierung von zwei MO-Triebwagen durch B&W. Für die beiden Fahrzeuge entstanden Wagenkasten und Drehgestelle bei Scandia, während B&W die Motoren und Thrige die elektrische Ausrüstung zulieferte.
Im Vergleich zur Reihe MP wurde ein stärkerer Motortyp entwickelt und diese Fahrmotoren zudem bei den Lyntog-Schnelltriebwagen verwendet. Die wesentlichen Neuerungen waren eine Fernsteuerung System ASEA-Åkerman für Doppeltraktion sowie das jetzt zweiachsige Drehgestell mit den beiden elektrischen Fahrmotoren. Die Triebwagen hatten ein Gepäckabteil, eine Toilette und an jedem Ende einen Führerstand.

## Lieferserien und Betriebsnummern
Die Triebwagen der Reihe MO wurden 1935–40 in 49 Exemplaren ausgeliefert, verteilt auf die Lieferserien I–IV. Die Serie IV war in weitere drei Baulose unterteilt. Zur Unterscheidung wurde die Nummer der Lieferserie in römischen Ziffern angefügt, die nie bei den Fahrzeugaufschriften verwendet wurde. Bei Indienststellung vergab DSB Betriebsnummern aus dem Zahlenraum 211–307, die 1941 in den Bereich 551–599 umgezeichnet wurden.
Die Stückelung resultierte aus den Etatvorgaben der DSB und erlaubte eine stetige Weiterentwicklung.
Ab 1951 wurden weitere 90 Triebwagen als Serie V beschafft.

## Technische Einrichtung
Die Antriebsanlage bestand aus zwei Dieselmotor-Generatorsätzen, die nebeneinander im dreiachsigen Drehgestell unter dem Maschinenraum gelagert waren. Bei den Motoren handelte es sich bis auf die beiden von Burmeister & Wain gebauten Triebwagen um Viertaktdieselmotoren von Frichs, Typ 6185CA, mit je sechs Zylindern. Der Antrieb des Fahrzeugs erfolgte über zwei Fahrmotoren im zweiachsigen Drehgestell. So wurde eine günstige Gewichtsverteilung erreicht und die empfindlichen Elektromotoren wurden vor dem Öl der Dieselmotoren geschützt. Jede Motor-Generatoreinheit versorgte einen Fahrmotor, so dass beim Ausfall einer Maschinenanlage immer noch die andere verfügbar war.
Außer bei den Typen MO (I) und MO (III) war das auf drei Laufachsen ruhende Maschinendrehgestell mit seitlichen Führungen anstatt eines Drehzapfens ausgeführt. Der Wagenkasten stützte sich über Federpakete auf die Drehgestellwangen. Die mittlere Achse war zum äußeren Ende hin versetzt. Das hintere Drehgestell mit den beiden Fahrmotoren war zweiachsig ausgelegt. Beide Drehgestelle wurden von Frichs neu konstruiert, um die Laufeigenschaften gegenüber der Reihe MP zu verbessern. Die Radsätze des Antriebsdrehgestells sowie der erste Radsatz des Maschinendrehgestells konnten gesandet werden. Die Sandkästen wurden ab den 1950er Jahren mit von außen zugänglichen Deckeln versehen, wie sie in ähnlicher Bauform bei den NOHAB-Lokomotiven verwendet wurden.
Die elektrischen Aggregate wie Generatoren und Fahrmotoren wurden von Titan gefertigt.
Die Abwärme der Motoren wurde über Röhrenkühler in zwei Kreisläufen auf dem Dach abgegeben. Im Winter konnte bei einem Kreislauf das Kühlwasser abgelassen werden, um Frostschäden zu vermeiden. Die Regelung des Kühlsystems erfolgte durch den Fahrzeugführer, bis in den 1960er Jahren Thermostatventile nachgerüstet wurden.
Der Maschinenraum wurde über einen oberlichtartigen Dachaufbau sowie über Ventilationsöffnungen an den Seiten des Wagenkastens mit Frischluft versorgt. Die Fahrmotoren erhielten Kühlluft durch seitliche Öffnungen im Wagenkasten. Durch die Steuerung mit der Mehrfachsteuerung von ASEA-Åkerman konnte vom aktiven Führerstand aus ein weiterer MO in Mehrfachtraktion ferngesteuert werden. Dafür waren Signalleitungen vorhanden, für die an den Stirnseiten auf beiden Fahrzeugseiten entsprechende Steckdosen existierten. Zwischen beiden Triebwagen konnten Personenwagen mitgeführt werden, sofern diese über Signalleitungen verfügten. Ab 1950 wurde eine zusätzliche Signalleitung zum Betrieb von Steuerwagen nachgerüstet.

## Wagenkasten
Die Wagenkästen der ersten beiden MO-Lieferserien wurden in Niettechnik ausgeführt und von Scandia gefertigt. Alle späteren MO-Lieferungen erhielten geschweißte Wagenkästen, die als Rohbau bei Frichs entstanden und bei Scandia ihre Einrichtung erhielten. Diese Wagenkästen hatten ein flacher gewölbtes Dach, wodurch sich die gesamte Fahrzeughöhe verringerte.
Die Triebwagen hatten an beiden Fahrzeugenden Führerstände und an den Stirnseiten Übergänge, um zum nächsten Fahrzeug zu gelangen. In die Führerstände konnte durch eine Außentür auf der linken Seite eingestiegen werden. Vom Führerstand auf der Maschinenraumseite gab es auf jeder Seite einen Gang zur Maschinenanlage, der bei Vorwärtsfahrt linke Gang ermöglichte den Durchgang in den Einstiegsraum. Die Frontfenster waren mit splitterfreien Scheiben verglast und mit Gittern gegen Vogelschlag geschützt.
Nach dem ersten Einstiegsraum folgten zwei Fahrgasträume, die durch einen weiteren Einstiegsraum getrennt waren. Von diesem zweiten Einstiegsraum konnte das WC betreten werden, das vom vorderen Fahrgastraum abgeteilt war. Nach den Fahrgasträumen folgte ein Packraum mit eigenen Außentüren. Der folgende Führerstand war bei verschiedenen Lieferserien teilweise durch eine Trennwand abgeschirmt, später reichte die Trennwand über die ganze Wagenbreite. Teilweise war zwischen Führerstand und Packraum ein durch eine Schiebetür getrenntes Dienstabteil vorhanden.
Die Fahrgasträume hatten Übersetzfenster sowie 2+3-Sitzteilung mit Mittelgang. Die Sitze bestanden aus Bänken mit gefederten Polstern und Lederbezügen. Im Fahrzeuginnern gab es durchlaufende Gepäcknetze über den Fenstern, die Beleuchtung erfolgte mit Glühlampen. Die Wände bestanden aus Birkenfurnier, der Boden war mit Linoleum belegt. Die Einstiege hatten Schiebetüren aus zwei übereinander laufenden Flügeln, der Zugang zum Fahrgastbereich war durch einflügelige Schiebetüren abgeteilt. Die Triebwagen wurden mit einer durch einen Koksofen betriebene Warmwasserheizung geheizt.
Der Hauptscheinwerfer war mittig in einem Gehäuse im Dach eingebaut. Unter dem rechten Führerstandfenster war eine weitere Leuchte angebracht, die bei Bedarf als Falschfahrsignal oder mit vorgesetzter roter Farbscheibe als Schlusslicht diente.
Alle MO wurden weinrot lackiert und mit gelben Kassettenlinien verziert, das Dach war in Grau oder Silber gehalten.

## MO (I)
Die beiden bei B&W bestellten Fahrzeuge wurden als MO 211 und 212 abgenommen. Die beiden zweiachsigen Drehgestelle von Scandia wichen deutlich von den Frichs-Konstruktionen beim MO (II) ab. Die Veränderungen bei den Wagenkästen zu den MO-(II)-Triebwagen beruhten auf der B&W-Maschinenanlage. Für die Röhrenkühler auf dem Dach der Fahrzeuge wurde ein Ersatz gefunden, der weitgehend den Frichs-Kühlelementen glich.
Nach ihrer Auslieferung wurden sie 1935 im Kopenhagener Depot Helgoland stationiert, wo sie gegenüber den Frichs-Maschinen durch anhaltende Motorprobleme auffielen. Nachdem dieser Zustand 1938 unhaltbar wurde, erfolgte 1940 der Beschluss, die 6-Zylinder-B&W-Motoren vom Typ 613,5VL22 D durch gleichstarke 6-Zylinder-Frichs-Maschinen vom Typ 6185CA zu ersetzen. 1945 erhielten die beiden MO (I) neue Maschinendrehgestelle mit Motoren von Frichs und 1953 wurden die Antriebsdrehgestelle getauscht. Damit änderte sich die Achsfolge von 2' (Bo)' in 3' (Bo)', die max. Achslast verringerte sich von 17,5 t auf 13,2 t und die MO (I) waren praktisch mit der Serie MO (II) identisch. Zuvor waren 1947 noch Summer und Summerleitungen für den Wendezugbetrieb eingebaut worden. Das maximale Zuggewicht mit Bei- und Steuerwagen betrug 185 Tonnen. Ab 1960 konnten zwei Tonnen Gepäck zugeladen werden.

## MO (II)
Die MO-Lieferserie II mit zehn Fahrzeugen wurde 1934 bestellt und 1935 ausgeliefert. Scandia fertigte den Wagenkasten, Frichs die Motoren und die Drehgestelle. Da Scandia keine Werknummern für die Fahrzeuge vergab, wurden die Frichs-Nummern übernommen, die sich nur auf die zugelieferten Baugruppen bezogen. Die Wagenkästen waren in Niettechnik ausgeführt. Der Packraum vor dem zweiten Führerstand hatte eineinhalbflügeligen Türen an beiden Seiten, als Dienstabteil wurde durch Trennwände eine Nische mit Schreibpult und Regal gebildet.
Bei einer maximalen Achslast von 14,2 t betrug das maximale Zuggewicht 185 Tonnen.

## MO (III)
Um die Rampen der Eisenbahnfähren leichter zu befahren, erhielten die Fahrzeuge der Serie III auf der Motorseite ein nur zweiachsiges Drehgestell. Hintergrund war, dass je zwei Triebwagen mit einem Beiwagen in der Mitte einen Lyntog-Triebzug ersetzen sollten und auf den Storebælt-Fähren verladbar sein mussten. Bei extremen Wasserständen bildeten sich starke Knicke im Gleisverlauf, die dennoch sicher befahrbar sein mussten. Das Dach hatte eine geringe Wölbung, damit die Kühler innerhalb der Ladehöhe blieben. Neben der Maschinenanlage baute bei dieser Serie Frichs die neuen geschweißten Wagenkästen und ließ diese bei Scandia ausbauen. Durch die Schweißtechnik konnten fast vier Tonnen Gewicht gespart werden.
Das durch eine Schiebetür getrennte Dienstabteil konnte für Post und Stückgut verwendet werden, dazu gab es Schonbezüge aus Leinwand für die Sitzbänke.
Bei einer maximalen Achslast von 16,4 t betrug das maximale Zuggewicht 185 Tonnen. Die Summerleitung für den Steuerwagenbetrieb wurde 1947 eingebaut.

## MO (IV)

### MO (IV) – 1936
1936 wurden acht Triebwagen bestellt, die Lieferung erfolgte 1938. Die Wagenkästen wurden in Schweißtechnik als Rohbau von Frichs gefertigt und von Scandia ausgebaut. Die seitlichen Türen des Packraums waren zweiteilige Schiebetüren, die übereinandergleitend in Richtung der Fahrzeugmitte geöffnet wurden. Der Führerstand 2 war durch eine Trennwand vom Packraum abgeteilt. Beide Scheinwerfer an den Stirnseiten wurden in große Lampengehäuse eingebaut.

### MO (IV) – 1937
1937 wurden zehn Fahrzeuge bestellt, die der Serie von 1936 glichen. Der Summer mit Signalleitung wurde ab Werk eingebaut. Damit konnte das Zugpersonal mit dem Fahrzeugführer kommunizieren.

### MO (IV) – 1938
1938 wurde eine weitere Serie mit neun Fahrzeugen bestellt, die 1939/40 geliefert wurde. Bei diesen Triebwagen wurden die Ansaugöffnungen für die Kühlluft der Fahrmotoren unter die Dachkante verlegt, um das Verstopfen mit Schnee zu vermeiden.
Bei einer maximalen Achslast von 14,5 t betrug das maximale Zuggewicht 185 Tonnen.
Dies war die letzte Serie der Vorkriegslieferungen, da die deutsche Besetzung Dänemarks ab 1940 zu erheblichen Lieferschwierigkeiten und die Treibstoffrationierung zur Stilllegung der DSB-Dieselfahrzeuge führte. Bei den Fahrzeugen 289–307/581–599/1981–1999 wurden schmale Fenster in die Gepäckraumtüren eingebaut.

## MO (V)

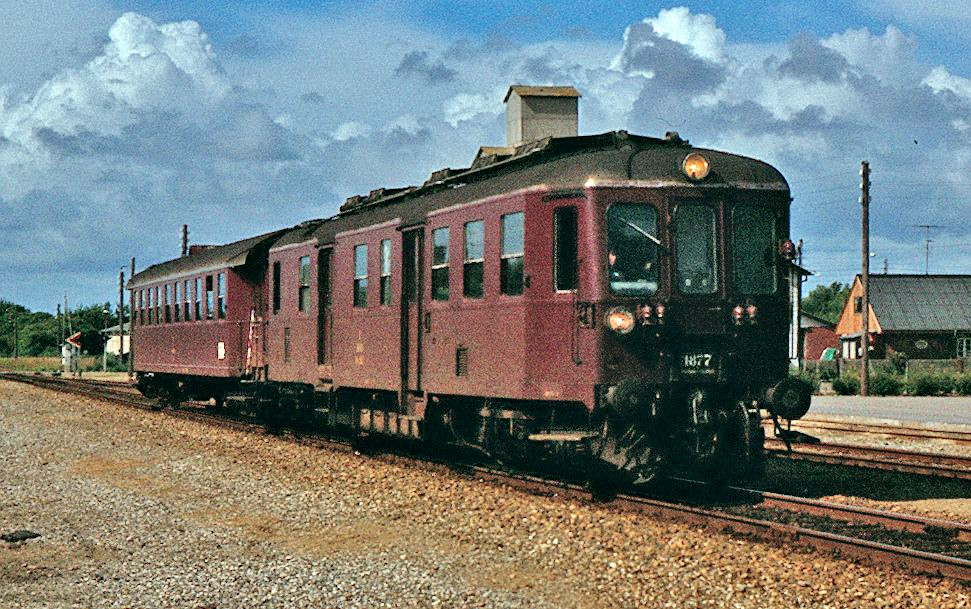
MO 1877 in Skærbæk, 1978

Nach dem Zweiten Weltkrieg wurden ab 1951 nochmals 90 Triebwagen beschafft (1951: 1801–1811, 1952: 1812–1820, 1953: 1821–1840, 1954: 1841–1860, 1955: 1861–1878, 1956: 1879 und 1880, 1957: 1881–1885 und 1958: 1886–1890). Sie konnten ein maximales Zuggewicht von 185 Tonnen befördern. Neben einem ölgefeuerten Dampfkessel zur Heizung des gesamten Zuges verfügten diese Fahrzeuge aus Platzgründen nur noch 37 Sitzplätze.

## Modernisierung
Als nach dem Zweiten Weltkrieg genug Treibstoff zur Verfügung stand und der Dieselbetrieb bei den DSB wieder aufgenommen wurde, gab es Wünsche hinsichtlich der Modernisierung der Fahrzeuge. So wurde der Einbau eines Dampferzeugers zum Beheizen von zwei bis drei mitgeführten Beiwagen sowie eine Vergrößerung des Gepäckraumes als notwendig erachtet. 1949 wurde beschlossen, zwei MO (VI) als Muster umzurüsten. Dazu lieferte Frichs die Zeichnungen.
In den MO 591 wurde in der Centralværkstedet Aarhus ein Dampferzeuger auf Grund der Gewichtsverteilung hinter der Maschinenanlage eingebaut. Dazu wurde der erste Einstiegsraum sowie einen Teil des vorderen Fahrgastraumes verwendet. Die rechte Tür des vormaligen Einstiegraumes wurde verblendet, die linke Tür wurde für Fahrgäste gesperrt. Über der linken Tür wurde zur Versorgung mit Kühlluft der Generatoren und der Fahrmotoren ein Lufteinlass eingebaut. Am anderen Fahrzeugende wurde das Dienstabteil aufgegeben und dem Packraum zugeschlagen. Für die Fahrgäste war nur noch ein Einstiegsraum verfügbar, was auf Grund der verringerten Anzahl der Sitzplätze ausreichte. Wegen der hohen Kosten wurde auf den Umbau eines zweiten Fahrzeuges verzichtet. Dieser Umbau war die Grundlage für die Beschaffung des MO (V).
1959 wurde die Nachrüstung mit Dampferzeugern erneut diskutiert, da viele der Beiwagen mit Eigenheizung vor der Ausmusterung standen. Die Umbauten erfolgten im Zuge von Hauptuntersuchungen in Aarhus und Kopenhagen. Allerdings wurde die rechte Schiebetür des Einstiegraumes durch eine an Scharnieren aufgehängte Tür ersetzt und die Wand neben dem Dampferzeuger wurde mit vier vergitterten Lüftungsöffnungen versehen. Im Rahmen dieser Modernisierung wurden wie ab der Serie MO (IV) - 1938 die Ansaugöffnungen an die Dachkante hoch gesetzt, um das Verstopfen mit Schnee und die Überhitzung der Fahrmotoren zu verhindern.
Es wurden alle 39 fünfachsigen Triebwagen in den Jahren 1960–65 modernisiert und mit neuen Betriebsnummern aus dem Zahlenraum 1951–1999 versehen. Dabei wurden neue Wandverkleidungen aus Kunststoff und Leuchtstoffröhren anstatt Glühlampen eingebaut. Die mit Scharnieren angeschlagenen Türen der Packräume wurden durch zweiteilige Schiebetüren ersetzt, außerdem die Führerstandsfenster mit bruchsicheren Scheiben aus mit Gummileisten eingefassten Sicherheitsglas versehen und die Schutzgitter vor den Fenstern abgebaut.

### Projekt MO (III) als Posttriebwagen
Die vierachsigen Wagen der Serie MO (III) waren von diesem Umbauprogramm ausgenommen, da dadurch die Achslast zu sehr erhöht worden wäre. So wurde ein Umbau als Posttriebwagen angedacht. Dabei wäre der Fahrgastbereich und der Packraum für ein Postbüro und als Laderaum für Postgut genutzt worden. Die Umnutzung der Fahrzeuge fand nicht statt und die Fahrzeuge behielten ihre alten Betriebsnummern.

## Einsatz

### Dänemark
Die Triebwagen wurden zunächst im Nahverkehr um Kopenhagen eingesetzt, wobei bis zu drei Reisezugwagen mitgeführt wurden. Zusätzliche Lyntog-Verbindungen wurden mit jeweils zwei Triebwagen und zwischengekuppelten Schnellzug-Wagen realisiert, darunter die Verbindung Kopenhagen–Esbjerg als Bådtoget Englænderen.
Bei der Auslieferung wurden die Triebwagen auf die Betriebswerke Helgoland (Kopenhagen) und Aarhus verteilt und von dort landesweit in Eilzugverbindungen eingesetzt. Zum Einsatzgebiet gehörten der Ersatz ausgefallener Lyntog-Leistungen sowie die Schnellzüge Nordpilen und Englænderen. Für diese Züge wurden die besonders leicht gebauten Wagengattungen ACM und die mit Aluminium verkleideten AUM beschafft.
Mit der deutschen Besetzung Dänemarks 1940 und der folgenden Treibstoffrationierung wurden die Dieseltriebzüge abgestellt. Ab Mitte 1945 nahm die DSB den Dieselbetrieb wieder auf, zum Sommerfahrplan 1948 waren alle Triebwagen im Einsatz. Nach der Modernisierung konnten die Altfahrzeuge gleichwertig mit den neuen Fahrzeugen eingesetzt werden. Da Schnellzüge mit Loks bespannt wurden, wanderten die Triebwagen in den Lokalverkehr wie die Strecke Slagelse–Næstved–Ringsted ab. Ausnahmen bildeten die Lyntog-Leistungen Sønderjyden, Uldjyden und Englænderen, die von zwei MO oder von den Reihen MO und MK/FK gemeinsam gefahren wurden. Der gemeinsame Betrieb mit der Reihe MK/FK war problemlos, da diese ebenfalls mit der ASEA-Åkerman-Steuerung ausgestattet war. Wurden Züge zusammen mit Wagen der Reihe MP gefahren, musste in jedem Triebwagen ein Lokführer Dienst tun, wobei die Kommunikation über Summersignale lief, für die eine eigene Signalleitung eingerichtet wurde.
In den 1960er und 1970er Jahren waren die Triebwagen zudem mit Bahnpostwagen sowie mit lokalen Personen- und Güterzügen unterwegs. Teilweise wurden inoffiziell Passagiere mitgenommen. Eine Sonderleistung war die Beförderung des Salonwagens S1 des dänischen Hofes, der bevorzugt zwischen zwei Triebwagen eingestellt wurde, um die Schlingerbewegungen des Waggons zu dämpfen.
Mit der ASEA-Åkerman-Steuerung konnten Wendezüge mit Steuerwagen gefahren werden. Ab 1950 wurde die notwendige zusätzliche Steuerleitung in Triebwagen, Steuerwagen und Beiwagen eingebaut. Dabei konnten zwischen Trieb- und Steuerwagen maximal zwei weitere Wagen mitgeführt werden. Eingesetzt wurden neu- oder umgebaute Steuerwagen der Gattungen CRS, CPS, CLS und Bhs. Wendezugbetrieb mit den Steuerwagen der Gattung Bns war nicht möglich, da diese mit dem Steuersystem Internal Train Control (ITC) ausgestattet waren.

### Deutschland
Neben den vorgenannten innerdänischen Schnellverbindungen wurden die Triebwagen im Verkehr nach Deutschland eingesetzt. So verkehrte unter anderen in der Fahrplansaison 1958 der D145/146, der Nordpilen, zwischen Hamburg-Altona und Frederikshavn mit zwei MO an der Spitze und führte weitere Kurswagen von Fredericia und Flensburg mit. Dafür wurden MO 1821–1826 und 1833–1838 mit dem für Deutschland notwendigen und in Dänemark noch nicht eingeführten Dreilicht-Spitzensignal ausgerüstet.

## Ausmusterung
Als erste Züge wurden Ende der 1960er Jahre die vierachsigen Triebwagen der Serie MO (III) abgestellt. Die Stilllegung vieler Nebenstrecken 1971 ließ weitere Triebwagen überflüssig werden. Schadhafte Fahrzeuge wurden abgestellt und als Ersatzteilspender benutzt, betriebsbereite Wagen waren teilweise mit nur einer aktiven Maschinenanlage unterwegs. Bei einigen Wendezügen konnten die Fahrgäste nur im Steuerwagen mitfahren. Dabei wurden die Triebwagen mit der Maschinenseite an die Steuerwagen gekuppelt, so dass der nicht durch Lärm und ölhaltige Dämpfe aus dem Maschinenraum belastete Führerstand genutzt werden konnte.
1973 übernahmen die Nahverkehrswagen der Gattung Bn den Regionalverkehr und ab 1978 standen die Neubautriebwagen der Baureihe MR/MRD zur Verfügung. Bis zum Ende ihrer Dienstzeit beförderten die Triebwagen schwedische und norwegische Wagen zwischen Kopenhagen und der Eisenbahnfähre in Helsingør als Teil der internationalen Verbindungen Øresundspilen (Kopenhagen–Stockholm) und Skandiapilen (Kopenhagen–Oslo). Die letzten fünf Züge in Jütland waren in Struer beheimatet und wurden 1983 ausgemustert. Der letzte planmäßige Einsatz fand 1984 auf der Strecke „Lille Nord“ (Hillerød–Helsingør) statt, wo die Fahrzeuge durch die Baureihe DSB ML in Zweitbesetzung abgelöst wurden.

## Verbleib und erhaltene Fahrzeuge
- MO 1829: nach der Außerdienststellung 1983 an Dansk Jernbane-Klub, bei Limfjordsbanen in Aalborg.[5]
- MO 1835: nach der Außerdienststellung 1983 an die Angeln-Bahn, Flensburg, für 60.000 Kronen verkauft, bis 2017 im Besitz der Angelner Dampfeisenbahn, mit HU 2003 abgestellt, verkauft an den Østsjællandske Jernbaneklub zur Wiederinbetriebnahme.
- MO 1846: nach der Außerdienststellung 1984 an das Dänische Eisenbahnmuseum übergeben, bis 1984 Mannschaftswagen in Esbjerg, ab 1986 in Helsingør, 1989–1992 als Museumszug eingesetzt, 1989–1994 in Helsingør, 1995–2003 in Kopenhagen, 2004 in Randers/Odense, 2004–2012 als Museumszug eingesetzt, 2013 betriebsfähig in Randers. Wurde mit Dreilicht-Spitzensignal ausgerüstet.[6]
- MO 1848: nach der Außerdienststellung 1983 an Dansk Jernbane-Klub, 2012 in Aufarbeitung in Bramming, diese war 2018 noch nicht abgeschlossen.[7]
- MO 1878: nach der Außerdienststellung 1984 an das Dänische Eisenbahnmuseum übergeben, 1989–2007 betriebsfähig in Randers. Danach Abstellung und Beginn einer Aufarbeitung. Im Dezember 2017 teilweise zerlegt an Nordsjællands Veterantog im Bahnhof Græsted zur weiteren Instandsetzung eingetroffen.[8]
- MO 1954: nach der Außerdienststellung 1984 an das Dänische Eisenbahnmuseum übergeben, 1993–2012 betriebsfähig in Randers, 2013 nicht betriebsfähig.[9]